# Caja 25
Caja 25 es una película documental panameña de 2015 dirigida por Mercedes Arias y Delfina Vidal. La película trata sobre cartas que fueron escritas por los hombres que construyeron el Canal de Panamá.
Originalmente se informó que sería la entrada panameña a la Mejor Película en Lengua Extranjera en la 88.ª edición de los Premios Óscar. Sin embargo, cuando la Academia anunció la lista final, la película no fue incluida.